# فوسوما

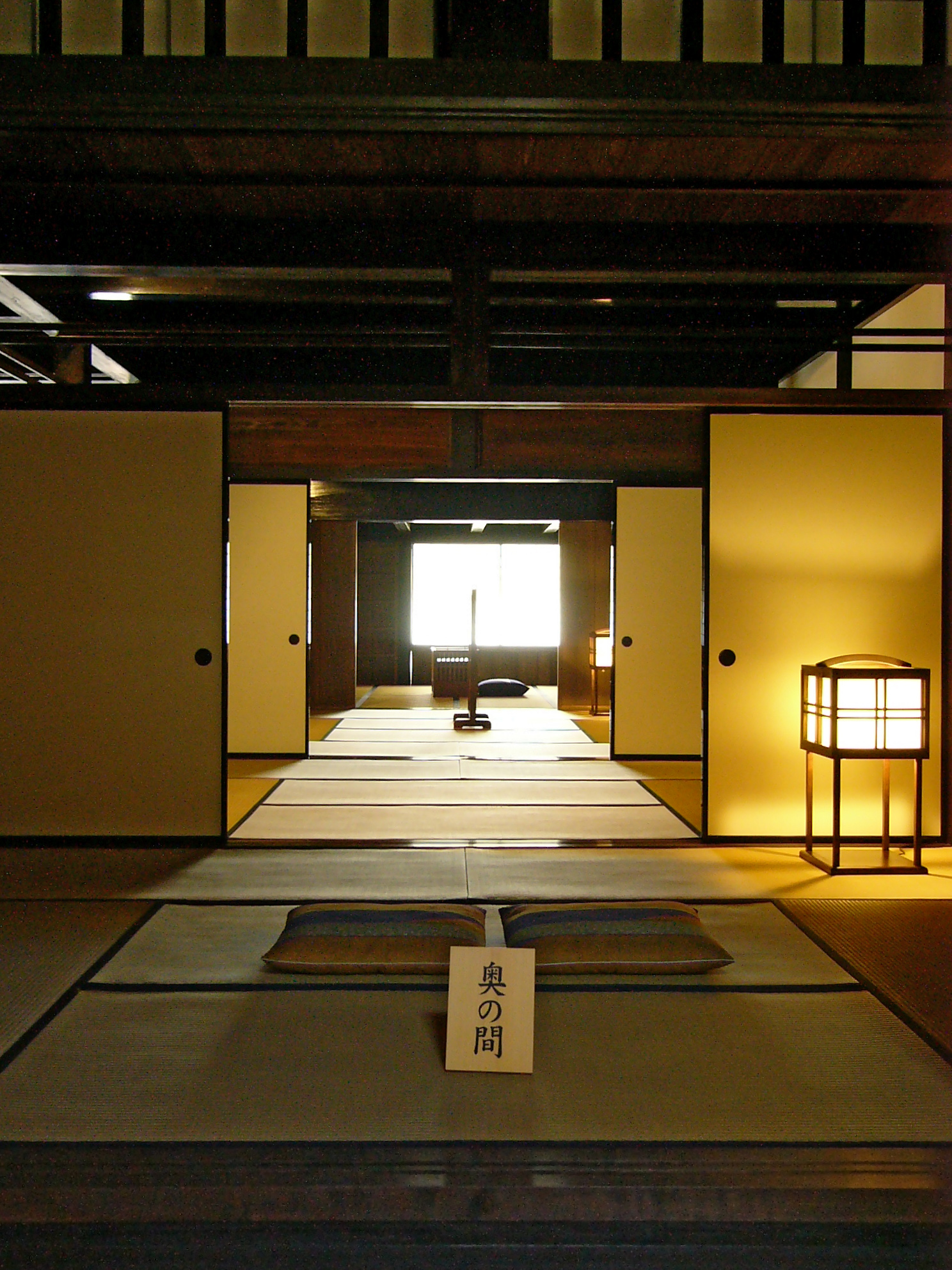
فوسوما

در معماری ژاپن، فوسوما (به ژاپنی: 襖) پانل‌های مستطیلی عمودی ای هستند که می‌توانند از یک طرف به سمت دیگر حرکت کنند تا فضاهای داخل یک اتاق را بازآرایی کنند یا به عنوان در عمل کنند.

## ساختار
آنها معمولاً حدود ۹۰ سانتیمتر (۳٫۰ فوت) عرض و ۱۸۰ سانتیمتر (۵٫۹ فوت) بلندا دارند، هم اندازه تشک تاتامی، و دو یا سه سانتی‌متر ضخامت دارند. ارتفاع فوسوما در سال‌های اخیر به دلیل افزایش میانگین ارتفاع جمعیت ژاپن افزایش یافته‌است و در حال حاضر ۱۹۰ سانتی‌متر (۶٫۲ فوت) ارتفاع دارد. در سازه‌های قدیمی، ارتفاع آنها به اندازه ۱۷۰ سانتی‌متر (۵ فوت ۷ اینچ) است. آنها از یک زیرساخت چوبی‌مانند ساخته شده‌اند که با مقوا و یک لایه کاغذ یا پارچه در هر دو طرف پوشیده شده‌است. آنها معمولاً یک جای انگشتی گرد دارند.

## طرح روی فوسوما
از لحاظ تاریخی، اغلب روی فوسوما با صحنه‌هایی از طبیعت مانند کوه‌ها، جنگل‌ها و حیوانات نقاشی شده‌است. امروزه کاغذهای برنج ساده یا گرافیک چاپ شده با صنعت چاپی با نقش‌های برگ‌های پاییز، شکوفه‌های گیلاس، درختان یا گرافیک هندسی وجود دارند. همچنین الگوهای کودکان با شخصیت‌های محبوب نیز می‌توانند خریداری شوند.